# 赤松教政
赤松 教政（あかまつ のりまさ）は、室町時代中期の武将。
赤松満政の子。赤松系図では嘉吉の乱ののちに赤松家惣領に任命された満直の兄とされているが、弟とする説もある。嘉吉3年（1443年）7月28日、赤松家残党に奉じられて山名宗全の守護国となっていた播磨で挙兵したが、宗全により討伐された。教政は摂津に逃亡して自殺した。
ただし、父の満政と共に殺害されたともされている。